# Joc (ansamblu)

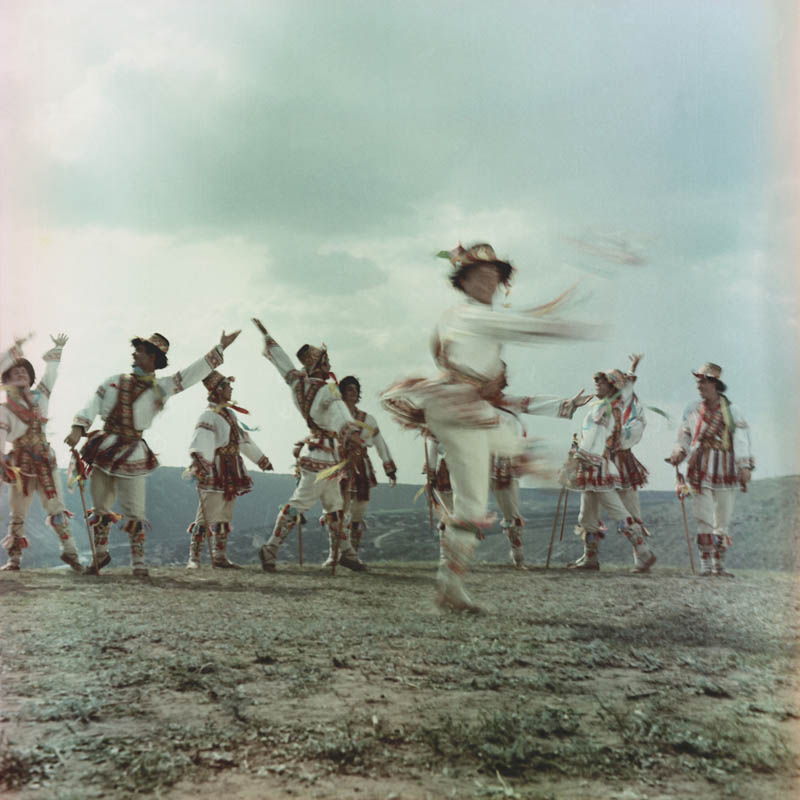
Ansamblul în 1967, înainte de un turneu în Statele Unite.

Ansamblul Joc (oficial ANSAMBLUL NAȚIONAL ACADEMIC DE DANSURI POPULARE „JOC”; este o instituție profesionistă de dans popular din Republica Moldova. A fost fondată pe 23 august 1945 de către maeștrii de balet Leonid Leonardi și Leonid Zalțman, la baza căreia a stat și renumitul coregraf rus cu origini românești Igor Moiseev.
Cuvântul „JOC” provine din latinescul „Jocus” și înseamnă, în traducere, ca și hora noastră strămoșească, bucurie, veselie, petrecere cu muzică și dans.Apărut în august 1945, Ansamblul Național Academic de Stat de Dansuri Populare „Joc”, colectiv emerit din Republica Moldova, Laureat al concursurilor republicane, unionale (pe timpul URSS), și internaționale, s-a afirmat ca o adevărată instituție de colectare și fructificare a frumoaselor și valoroaselor tradiții, datini, ritualuri și obiceiuri ale românilor din Republica Moldova, asumându-și astfel nobila sarcină de reprezentant al artei și culturii naționale
O parte integrantă a folclorului național îl constituie dansul popular bogat în caractere și stiluri complet deosebite între ele care reflectă viața, exprimă aspirațiile și sentimentele poporului, istoria lui multimilenară. Valoarea acestui minunat folclor, promovat de ansamblul Național „JOC”, rezidă, în primul rînd, în adevărul de viață și în frumosul pe care îl exprimă. Arta promovată de colectivul „JOC” e alimentată de cele mai vechi si mai strălucitoare dansuri populare ale neamului românesc.
În cei 60 de ani care s-au scurs de la prima sa manifestare artistică, admirabilul colectiv „JOC” a muncit cu râvnă și pasiune pentru a-și alcătui un repertoriu vast în care printr-o grijă permanentă, au fost pregătite și montate 8 programe concertistice (circa 80 de dansuri), fiind incluse cele mai reprezentative opere ale muzicii și dansului plaiului moldovenesc, demonstrând în fața unui public de peste 18 milioane de persoane circa 7800 de spectacole, dintre care 3800 dincolo de hotarele Republicii Moldova.

## Istorie
A fost numit precum dansul popular – joc. Începînd cu anul 1957 până în 2017 „Joc”-ul a fost condus de prim-maestrul de balet și directorul artistic Vladimir Curbet (Artist al Poporului din URSS), care a fortificat și perfecționat atât repertoriul ansamblului cât și colectivul său.
De-a lungul anilor, colectivul Joc-ului a participat la mai mult de 7.000 de concerte în circa 70 de țării a lumii, precum România, Federația Rusă, Republica Cehă, Franța, Belgia, Italia, Bulgaria, Germania, Austria, Brazilia, Egipt, Canada, Portugalia, Spania, etc.
Începând cu anul 1957, în fruntea Ansamblului „Joc”, se află talentatul și inegalabilul coregraf-șef și director artistic Vladimir Curbet, artist al poporului din Republica Moldova și din fosta U.R.S.S., Laureat al Premiului de Stat, Cavaler al Ordinului Republicii Moldova, pasionat etnograf si folclorist, neobosit valorificător al dansului și muzicii populare, artist de formație enciclopedică. Pe parcursul anilor (1957-2005), maestrul V. Curbet a știut să culeagă cele mai frumoase flori de dans, muzică, port național de pe plaiurile Moldovei, aranjându-le cu multă inspirație și fantezie și ridicându-le la nivel de spectacole, la nivelul adevăratelor perle coregrafice, păstrând în formele lor artistice stilul și maniera de interpretare, muzica, costumele și spiritualitatea poporului în toată autenticitetea lor.
Datorită acestei activități de creație a maestrului V. Curbet, colectivul „Joc”-ului a cunoscut ascensiune și s-a bucurat de succes în țară și peste hotarele ei. Iată doar câteva din bijuteriile muzical-coregrafice care au adus ansamblului faimă recunoscută în întreaga lume: „Hora mare”, „Bătuta”, „Hora fetelor”, „Brâul”, „Sârba”, „Răzășeasca”, „Moldoveneasca”, „Mărunțica”, „Crăițele”, „Călușarii”,  „Suita, „Sărbătorească”, „Nunta moldovenească”, suita „Carpații”, „Legenda Mărțișorului”, poemul muzical-coregrafic „Drăgaica”, ș. a.
De-a lungul anilor ansamblul „JOC” a efectuat turnee de remarcabil prestigiu, obținând succese de rezonanță în peste 63 țări ale lumii (Franța, Spania, Italia, Portugalia, Australia, Noua Zelandă, Belgia, Olanda, Danemarca, Finlanda, Germania, Grecia, Brazilia, Chile, China, Turcia, Libia, Tunisia, Siria, Liban, Canada, Mexic, Venesuela, Argentina, Cehia, Slovacia, România, Bulgaria, Polonia, Iugoslavia, Coreea de Nord, India, Filipine, Suedia, Letonia, Lituania, Estonia, Ucraina, Rusia, Norvegia, Elveția, etc). Ansamblul a purtat cu mândrie și demnitate nestinsa făclie a artei populare naționale, artă de un cald și vibrant mesaj de prietenie cu toate popoarele.

## Repertoriu
Repertoriul baletului include dansuri populare, care demonstrează ritualurile, tradițiile și costumele specifice ale poporului românesc: „Moldoveneasca”, „Brîul”, „Țărăneasca”, „Bătuta”, „Călușarii”, „Hora", „Crăițele”, „Hangul”, „Mărunțica”, „Răzeșească” și altele. În plus, în cadrul ansamblului a fost creată o serie de tablouri și suite coregrafice: „Joc”, „Nunta moldovenească”, „Bucură-te”, „Moldova” sau „Legenda mărțișorului”. Colectivul invocă și tradițiile sau ritualurile altor popoare sau regiuni, prin asemenea creații precum Suita de dansuri ucrainene transcarpatice sau Suita de dansuri bulgărești.

## Premii, participări, spectacole mari
Printre performanțele Ansamblului se înscriu Premiul I și medalia de Aur la Festivalul IV Mondial al tineretului și studenților de la București (1953); Premiul I și medalia de Aur la festivalul mondial de la Moscova (1957); Premiul I la festivalul folcloric din Dubrovnic-Iugoslavia (1965); Medalia de Aur la festivalul tineretului de la Berlin (1974); diploma de gradul I și medalia de Aur la Festivalul Folcloric international de la Burgas-Bulgaria (1979).
În toamna anului 1979 colectivului „JOC” i se conferă titlul onorific de Ansamblu Academic pentru înalta măiestrie de interpretare și activitate artistică fructuoasă, pentru meritele deosebite în promovarea și valorificarea folclorului muzical-coregrafic din Republiea Moldova
Ca dovadă elocventă a viabilității perpetue și valorii performante a Ansamblului „JOC” este obținerea cu brio a Medaliei de Aur la Olimpiada Culturală internațională de la Moscova (THE FIRST DELPHIC GAMES – Moscow – 2000 și 2002). În componența Ansamblului „JOC” activează la ora actuală 90 artiști, dansatori și muzicieni, care și-au făcut studiile în școlile și instituțiile de specialitate, capabili să promoveze arta coregrafică și muzicală națională. De un aparte success și de o permanentă popularitate se bucură soliștii-dansatori: Alexandru Gadjel, Viorica Lupașcu, Alexandra Dumitrașcu, Alexandru Buhăiescu, Ion Crețu, Iana Diacenco, Valentina Moscovici, Ludmila Grigoruță, Dragoș Sugac, Alina Burciu, Grigore Moraru, Grigore Paladi, Lilian Dănilă, Lilia Mitati, Alina Smirnov; solistii-instrumentiști: Sergiu Marian (caval, fluier, ocarină, cimpoi, tilincă), Boris Rudenco, Marin Gheras și Valentin Drăgălin (naiști), Nicolae Chiriac (vioară), Petru Strelciuc și Adam Stângă (trompetiști), Aurel Berejan și Dumitru Hăbăsescu (vioriști).

## Ultimii ani de activitate
Reabilitarea sustenabilității financiare a instituției ce ar fi permis turneele internaționale pentru un asemenea colevtiv numeros cu multă recuzită, a fost foarte grea după destrămarea Uniunii Sovietice. Până în anii 90 statul finanța turneele și deplasările extrem de scumpe peste hotare a JOC-ului. Începând cu anii 2000 aceste posibilități strident s-au micșorat, deoarece instituația a ajuns pe propria gestionare sub igida Ministerului Culturii, care oricum nu putea finanța în totalitate deplasările costisitoare a colectivului. Necâtând la aceste aspecte cu venirea unei noi conducerii în 2017 (director general Aliona Strîmbeanu), activitatea națională și internațională concertristică a reapărut în itinerarele ansamblului. La fel succesele numerându-se și în realizarea numeratelor spectacole coregrafice noi, pentru a îmbogăți repertoriul. Așadar în 2017 s-a creat spectacolul ,,Energia Vieții'', în 2018 ,,Povestea unei iubiri” și ,,Testamentar” (Spectacol In Memoriam Vladimir Curbet), 2019 ,,Din Zodia Călușului”, 2021 ,,La Ceas Aniversar”, 2022 ,,Dor de JOC și Ciocârlie” și ,,Să fie JOC”. 